# LDV (motorfiets)
LDV is een Brits historisch merk van transportmotorfietsen, triporteurs en gemotoriseerde Riksja's. De bedrijfsnaam was Light Delivery Vehicles Ltd. Lever Street, Wolverhampton.

## Geschiedenis
Het bedrijf ontstond halverwege de jaren veertig als dochteronderneming van de Turner Manufacturing Company Limited in Wolverhampton. Men produceerde twee- en driewielige transportmotorfietsen onder de namen LDV By-Van, LDV Tri-Van en LDV Rixi. De LDV-fabriek was gevestigd in een van de fabrieken van Turner, aan Lever Street in Wolverhampton. Alle modellen werden aangedreven door een door Turner zelf ontwikkelde "Turner Tiger"168 cc tweetaktmotor die het voorwiel aandreef. Deze motor leverde ongeveer 3½ pk bij 2.500 tpm. De benzinetank zat boven op het stuur. Er bestond weinig interesse in de machines, en zelfs een demonstratie in Brussel in 1946 leverde weinig klandizie op. Om extra publiciteit te creëren werd een tocht van 2.000 mijl ondernomen met een By-Van, een Tri-Van en een Rixi. De tocht ging van Wolverhampton naar Land's End en terug en daarna van Wolverhampton naar John o' Groats en terug. De bedoeling was de betrouwbaarheid aan te tonen. Ondanks alles werden de machines nooit populair.

### LDV By-Van
De By-Van was een zeer bijzonder geconstrueerde motorfiets. Hij bestond uit een frame van rechthoekige balken, die echter door de laadbak aan het zicht onttrokken werden. Hierop was een grote transportkist gemonteerd. Boven op deze kist zat een opklapbaar zadel, dat de laadruimte in de kist afdekte. Om de laadruimte zo groot mogelijk te maken (bijna 158 liter) was er geen plaats voor de motor. Daarom werd deze gemonteerd op een zeer zwaar geconstrueerde plaatstalen voorvork. Het laadvermogen bedroeg 1,5 cwt (ongeveer 75 kg). De Bi-Van had twee versnellingen en kostte 120 Pond. Een in 1946 in Brussel gedemonstreerde By-Van was voorzien van een Royal Enfield Flying Flea 125 cc tweetaktmotortje.

### LDV Tri-Van
De Tri-Van had twee achterwielen en was dus een triporteur. De berijder had nu een zadel dat vóór de laadbak zat. Het frame was nog steeds van rechthoekige balken gemaakt, en dat maakte de machine zelfs voor die tijd bijzonder lelijk. De laadruimte had een inhoud van ruim 651 liter en het laadvermogen bedroeg 3 cwt (ca. 150 kg). De Tri-Van had drie versnellingen en kostte 150 Pond.

### LDV Rixi
De "Rixi" was een gemotoriseerde riksja die als taxi werd ingezet en waarbij de passagiers achter de bestuurder zaten. In elk geval hadden ze een ruitje om ze tegen de wind te beschermen, maar er was ook een canvas overkapping die open- of dicht geklapt kon worden.